# Phare de Point of Ayre
Le phare de Point of Ayre est un phare situé sur la Point of Ayre (en), le point extrême nord de l'Île de Man. Il est le plus ancien phare en activité de l'île.
Le phare est géré par le Northern Lighthouse Board (NLB) à Édimbourg, l'organisation de l'aide maritime des côtes d'Écosse et de l'Île de Man.

## Histoire
Il a été construit par David et Thomas Stevenson. Le phare a conservé sa lentille de Fresnel originale, fournie par Barbier, Bénard et Turenne de Paris en 1890. Avec une hauteur focale de 32 mètres au-dessus du niveau de la mer, la lumière de la tour de 30 mètres a une portée nominale d'environ 19 milles nautiques (35 km). Sa caractéristique lumineuse est de quatre éclats de lumière blanche toutes les vingt secondes. La tour, avec lanterne noire et galerie, est peinte en blanc avec deux bandes horizontales rouges. La lumière peut être vu clairement du sud-ouest de l'Écosse.
Les bâtiments de la station et les terres autour sont devenus une propriété privée en 1993, lorsque la lumière a été entièrement automatisée. En août 2005, le signal de brouillard du phare a été désarmé en raison de l'utilisation généralisée de GPS et de systèmes modernes de guidage de navigation.

## Point of Ayre Winkie

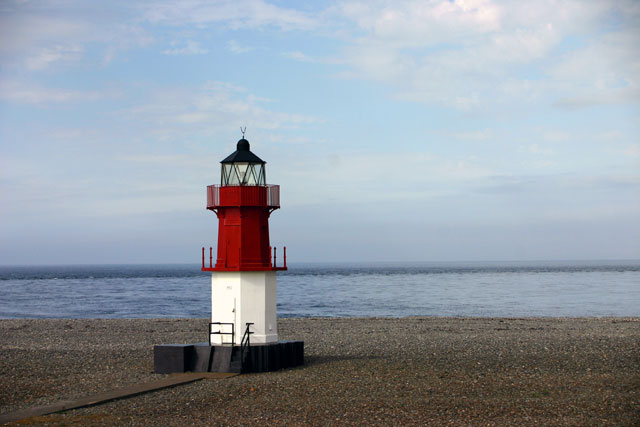
Point of Ayre Winkie

En raison de l'accumulation continue de graviers déposés par les courants marins forts à cet endroit, un phare plus petit appelé Point of Ayre Winkie  a été construit en 1899 à environ 230 m en mer sur le côté de la tour principale. Il a été repositionné de 76 m dans la même direction et pour les mêmes raisons en 1950. Cette lumière a été abandonnée le 7 avril 2010.

### Lien connexe
- Liste des phares de l'île de Man